# Худжат аль-іслам
Худжат Аль-Іслам (араб. حجة الإسلام) — один із найвищих шиїтських релігійних титулів, поряд з аятолою та великим аятолою. Приблизно відповідає єпископу в християнстві. Спочатку цей титул надавався лише вищим моджахедам, але став використовуватися для моджахедів середнього рівня приблизно з початку XIX століття, після введення титулу аятоли.
Для отримання титулу Худжат Аль-Ісламу необхідно пройти курс вищої богословської освіти Хауза, який включає вивчення фікга, калама, хадиса, тафсиру, філософії та арабської літератури. Після освоєння цих предметів студенту присвоюється титул Худжат-Аль-Іслама, і він може стати моджахедом.
В сунітській традиції цей титул використовується виключно для вченого Аль-Газалі, завдяки його впливовому об'єднанню суфізму та шаріату.